# Taupaki
Taupaki é uma localidade no distrito de Rodney, que faz parte da região de Auckland, na Nova Zelândia.  Kumeu situa-se a noroeste, a nordeste de Whenuapai, e West Harbour a leste, Massey a sudeste, Swanson a sul e Waitakere a sudoeste.  A linha férrea de North Auckland Line atravessa a área.
A população de Taupaki e seus arredores era de 882 no censo de 2013, um aumento de 48 em relação a 2006.

## Educação
A Escola de Taupaki é uma escola primária com coeducação (anos 1-8) com uma classificação de decil de 9 e um rolo de 267  ( agosto de 2018 ).  A escola foi fundada em 1899 e celebrou o seu centenário em 1999.